# Alexandru Proca

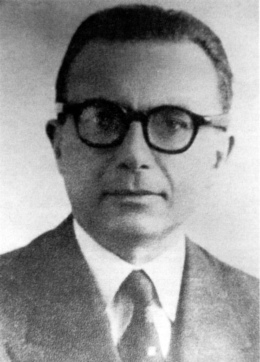
Alexandru Proca

Alexandru Proca (Bucarest, 16 ottobre 1897 – Parigi, 13 dicembre 1955) è stato un fisico rumeno, che ha studiato e lavorato in Francia. Ha sviluppato la teoria dei mesoni vettoriali delle forze nucleari e le equazioni di campo quantistiche relativistiche che portano il suo nome (equazioni di Proca) per i mesoni vettoriali massicci di spin 1.

## Biografia
È nato a Bucarest, figlio di un ingegnere civile. È stato uno degli eminenti studenti della Gheorghe Lazăr High School e dell'Università Politecnica di Bucarest. Con un fortissimo interesse per la fisica teorica, si recò a Parigi dove si laureò in Scienze all'Università Parigi-Sorbona, ricevendo dalle mani di Marie Curie il diploma di Bachelor of Science. Successivamente fu impiegato come ricercatore/fisico presso il Istituto Curie di Parigi nel 1925.
Proca divenne cittadino francese nel 1931. Ha svolto il dottorato di ricerca in fisica teorica sotto la supervisione del premio Nobel Louis de Broglie. Nel 1933 ha difeso con successo il suo dottorato di ricerca dal titolo "Sulla teoria relativistica dell'elettrone di Dirac" davanti a una commissione d'esame presieduta dal premio Nobel Jean Perrin.
Nel 1939 fu invitato ai Congressi Solvay, che non ebbe luogo a causa dello scoppio della seconda guerra mondiale. Durante la guerra è stato per un breve periodo ingegnere senior presso Radio France. Nel 1943 fece un breve soggiorno in Portogallo, dove (in sostituzione di Guido Beck) diresse il seminario di Fisica Teorica, organizzato da Ruy Luís Gomes presso il Centro di Studi Matematici dell'Università di Porto. Dal 1943 al 1945 fu nel Regno Unito, su invito della Royal Society e dell'Ammiragliato britannico, per assistere allo sforzo bellico. Successivamente è tornato a Parigi, dove ha tenuto un seminario sulla fisica delle particelle elementari. Ha cercato di ottenere una cattedra alla Sorbona o al Collège de France, ma senza successo. Dal 1950 organizzò un colloquio di fisica teorica per il CNRS con Pierre Auger, mentre nel 1951 fu rappresentante francese presso l'Unione Internazionale di Fisica Pura e Applicata.
Nel 1937 Proca fu eletto membro corrispondente dell'Accademia rumena delle scienze, mentre nel 1990 fu eletto membro onorario post mortem dell'Accademia romena.
Morì a Parigi nel 1955 dopo una battaglia di due anni contro il cancro alla laringe.

## Risultati scientifici
Nel 1929, Proca divenne l'editore dell'influente rivista di fisica Les Annales de l'Institut Henri Poincaré. Poi, nel 1934, trascorse un anno intero con Erwin Schrödinger a Berlino e visitò per alcuni mesi il premio Nobel Niels Bohr a Copenaghen, dove incontrò anche Werner Heisenberg e George Gamow.
Proca divenne noto come uno dei fisici teorici rumeni più influenti del secolo scorso, avendo sviluppato la teoria dei mesoni vettoriali delle forze nucleari nel 1936, ben prima dei lavori di Hideki Yukawa, che utilizzò le equazioni di Proca per le forze vettoriali campo mesonico come punto di partenza. Yukawa ha successivamente ricevuto il Premio Nobel per una spiegazione delle forze nucleari utilizzando un campo pi-mesonico e prevedendo correttamente l'esistenza del pione, inizialmente chiamato "mesotrone" dallo stesso fisico giapponese. I pioni, essendo i mesoni più leggeri, svolgono un ruolo chiave nello spiegare le proprietà delle forze nucleari forti nel loro intervallo di energia inferiore. A differenza dei bosoni massicci di spin 1 nelle equazioni di Proca, i pioni previsti da Yukawa sono bosoni con spin 0 che hanno associato solo campi scalari. I mesoni vettoriali di spin-1 considerati da Proca nel 1936-1941 hanno una parità dispari, sono coinvolti in interazioni elettrodeboli e sono stati osservati in esperimenti ad alta energia solo dopo il 1960, mentre i pioni previsti dalla teoria di Yukawa furono osservati sperimentalmente da Carl Anderson nel 1937 con un valore delle masse abbastanza vicino ai 100 MeV previsti dalla teoria dei mesoni pi di Yukawa pubblicata nel 1935; quest'ultima teoria considerava solo il campo scalare massiccio come causa delle forze nucleari, come quelle che ci si aspetterebbe di trovare nel campo di un mesone pi.
Nell'insieme delle masse superiori, i mesoni vettoriali includono nella loro struttura anche quark charm e quark bottom. Lo spettro dei mesoni pesanti è collegato attraverso processi radiativi ai mesoni vettori, che giocano quindi un ruolo importante nella spettroscopia dei mesoni. I mesoni vettoriali di quark leggeri appaiono in stati quantici quasi puri.
Le equazioni di Proca sono equazioni del moto del tipo di Eulero-Lagrange che portano alle condizioni del campo di gauge di Lorenz: {\displaystyle \partial _{\mu }A^{\mu }=0\!} . In sostanza le equazioni di Proca sono:
{\displaystyle \Box A^{\nu }-\partial ^{\nu }(\partial _{\mu }A^{\mu })+m^{2}A^{\nu }=j^{\nu }}
dove:
{\displaystyle \Box =\left({\frac {1}{c^{2}}}{\frac {\partial ^{2}}{\partial t^{2}}}\right)-\nabla ^{2}} .
Qui {\displaystyle A^{\mu }} è il quadri-potenziale, l'operatore {\displaystyle \Box } di fronte a questo potenziale è l' operatore di D'Alembert, {\displaystyle j^{\nu }} è la densità di corrente, e l'operatore nabla (∇) al quadrato è l' operatore di Laplace. Poiché si tratta di un'equazione relativistica, si assume la convenzione di sommatoria di Einstein su indici ripetuti. Il quadri-potenziale {\displaystyle A^{\nu }} è la combinazione del potenziale scalare {\displaystyle \phi } e il potenziale vettoriale A, derivato dalle equazioni di Maxwell:
{\displaystyle A^{\nu }=\left({\frac {\phi }{c}},\mathbf {A} \right)}
{\displaystyle \mathbf {E} =-\mathbf {\nabla } \phi -{\frac {\partial \mathbf {A} }{\partial t}}}
{\displaystyle \mathbf {B} =\mathbf {\nabla } \times \mathbf {A} .}
Con una notazione semplificata assumono la forma:
{\displaystyle \partial _{\mu }(\partial ^{\mu }A^{\nu }-\partial ^{\nu }A^{\mu })+\left({\frac {mc}{\hbar }}\right)^{2}A^{\nu }=0} .
Le equazioni di Proca descrivono quindi il campo di una particella massiccia con spin 1 di massa m con un campo associato che si propaga alla velocità della luce c nello spaziotempo di Minkowski; tale campo è caratterizzato da un vettore reale A risultante in una densità lagrangiana relativistica L. Possono sembrare formalmente simili all'equazione di Klein-Gordon:
{\displaystyle {\frac {1}{c^{2}}}{\frac {\partial ^{2}}{\partial t^{2}}}\psi -\nabla ^{2}\psi +{\frac {m^{2}c^{2}}{\hbar ^{2}}}\psi =0} ,
ma quest'ultima è un'equazione scalare  che è stata derivata per gli elettroni  relativistici, e quindi si applica solo ai fermioni di spin 1/2. Inoltre, le soluzioni dell'equazione di Klein-Gordon sono funzioni d'onda relativistiche che possono essere rappresentate come onde piane quantistiche quando l'equazione è scritta in unità naturali:
{\displaystyle -\partial _{t}^{2}\psi +\nabla ^{2}\psi =m^{2}\psi } ;
questa equazione scalare è applicabile solo ai fermioni relativistici che obbediscono alla relazione energia-momento della teoria della relatività speciale di Albert Einstein. L'intuizione di Yukawa era così basata su un'equazione Klein-Gordon cscalare, e il premio Nobel Wolfgang Pauli scrisse nel 1941: ``. . . Yukawa supponeva che il mesone avesse spin 1 per spiegare la dipendenza dallo spin della forza tra protone e neutrone. La teoria per questo caso è stata data da Proca".